# Cantó de Thorens-Glières
El cantó de Thorens-Glières és un cantó francès del departament de l'Alta Savoia, situat al districte d'Annecy. Té sis municipis i el cap és Thorens-Glières.

## Municipis
- Aviernoz
- Évires
- Groisy
- Les Ollières
- Thorens-Glières
- Villaz

| Data d'elecció                           | Identitat          | Partit              | Qualitat |
| ---------------------------------------- | ------------------ | ------------------- | -------- |
| 1945-1958                                | M. Demaison        | MRP                 |          |
| 1958-1982                                | Arthur Lavy        | CNI, després UDF-PR |          |
| 1982-1994                                | Louis Baud         | UDF-PR              |          |
| 1994-1995                                | Jean-Claude Carle  | UDF-PR              |          |
| 1995-2008                                | Claude Nanjod      | Divers gauche       |          |
| 2008-                                    | François Excoffier | UMP                 |          |
| les dades anteriors no són pas conegudes |                    |                     |          |